# بنك هاليك
بنك هاليك (بالكازاخية: Қазақстан Халық Жинақ Банкі)، هو بنك ادخار في كازاخستان ولديه كذلك فروع في جورجيا. اسمه الكامل الكازاخ ي يترجم إلى العربية «مصرف الادخار الوطني في كازاخستان شركة مساهمة».

بنك هاليك ثالث أكبر بنك في كازاخستان من خلال حجم النشاط التجاري. يقع مقره الرئيسي في مدينة ألماتي.